# Alter Echo
Alter Echo è un videogioco in stile avventura dinamica sviluppato da Outrage Games e pubblicato da THQ per le console PlayStation 2 e Xbox nel 2003. Nel marzo 2015 è stato reso disponibile tramite PlayStation Network per PlayStation 3 esclusivamente in Nord America.

## Trama
Alter Echo è ambientato in un lontano futuro dove gli psichici, noti come plasmatori, possono utilizzare una sostanza speciale chiamata Plast per creare qualsiasi cosa desiderino, dalle armi agli edifici. Il più grande plasmatore del mondo, Paavo, fa una svolta su un pianeta lontano dove decide di creare il più potente Plast mai esistito, l'EchoPlast, il quale è dotato di una volontà propria. Il giocatore prende il controllo di un giovane plasmatore di nome Nevin, il quale si trova bloccato sul corpo celeste in compagnia di due suoi amici quando ad un certo punto Paavo abbatte la loro nave. L'EchoPlast consegna poco dopo a Nevin una speciale tuta fatta del medesimo materiale, la quale gli fornirà i poteri necessari per fermare Paavo dal suo piano di sterminio della razza umana.

## Modalità di gioco
Alter Echo è un'avventura dinamica dove il giocatore controlla il protagonista Nevin in una prospettiva in terza persona. Lo scopo del gioco è quello di guidare il personaggio lungo una serie di livelli sconfiggendo i vari nemici, chiamati droni, che si troverà inanzi affrontandoli in combattimenti corpo a corpo ed in alcuni casi a lungo raggio mediante l'utilizzo di armi.
In battaglia, il giocatore può utilizzare la tuta EchoPlast di Nevin per fargli assumere tre differenti forme: la prima è chiamata Sword, dove si utilizza una spada per affrontare le creature a distanza ravvicinata, la seconda è denominata Gun, che vede trasformare il giovane eroe in un enorme umanoide armato di pistola in grado di emettere dei colpi di laser di vario tipo e sparare delle granate, tuttavia la velocità del personaggio ne risentirà molto rendendolo più lento, ed infine la terza ed ultima è quella Stealth, che rende Nervin una creatura simile ad una rana che dovrà camminare su quattro zampe e potrà utilizzare la sua lingua per afferrare gli avversari o gli oggetti per avvicinarli a sé, in aggiunta a ciò può fare uso di una funzione di occultamento opzionale di breve durata che gli permetterà di non essere rilevato dai suoi nemici, può scalare certi tipi di muri altrimenti irraggiungibili ed infine può attaccarsi ai nemici e scatenarsi in devastanti attacchi in mischia mediante i suoi artigli.
L'obiettivo complessivo è quello di far sì che Nevin possa liberare l'EchoPlast da Paavo prendendo il controllo di vari nodi principali e nodi di sincronizzazione, completando un rompicapo. Per un breve periodo di tempo nel gioco, Nevin diverrà in grado di alterare il tempo a proprio piacimento tramite il completamento di un puzzle, il che gli consentirà di congelare i nemici in pose plastiche e dargli la possibilità di eseguire una serie di colpi mortali a gran velocità, più a lungo si terrà attivo il rompicapo e maggiore sarà la celerità dell'eroe.
Progredendo nel corso dell'avventura, si guadagneranno anche dei punti esperienza che potranno essere utilizzati per migliorare le varie forme di combattimento, la salute ed altri parametri. L'esperienza viene data sconfiggendo i nemici, maggiori saranno le combo eseguite e più esperienza si otterrà. Un moltiplicatore apparirà nella parte superiore dello schermo e scomparirà se il giocatore attenderà troppo tempo tra una mossa ed un'altra, inoltre aumenterà in automatico l'esperienza quando si eseguiranno un certo numero di attacchi, 40 per la forma Sword e 35 per le altre.

## Accoglienza
| Testata                            | Versione | Giudizio |
| ---------------------------------- | -------- | -------- |
| GameRankings (media al 09-12-2019) | PS2      | 65.20%   |
| GameRankings (media al 09-12-2019) | Xbox     | 65.28%   |
| Metacritic (media al 18-03-2020)   | PS2      | 62/100   |
| Metacritic (media al 18-03-2020)   | Xbox     | 62/100   |
| Eurogamer                          | PS2      | 6/10     |
| GameSpot                           | PS2      | 7.5/10   |
| IGN                                | PS2      | 6.8/10   |
| Gamez.it                           | PS2      | [ 17 ]   |

Alter Echo ha ricevuto recensioni miste da parte dell'aggregatore di recensioni Metacritic.
Tom Bramwell di Eurogamer diede un 6 su 10 alla versione PlayStation 2 trovando "rinfrescante" il fatto che THQ lanciasse marchi originali, sostenendo un concetto "rischioso" come Alter Echo ma trovando improbabile l'idea per un ipotetico seguito. Lo trovò un buon gioco a cui però mancava una certa immaginazione, ritenendolo troppo simile a un paintball psichedelico in un parco giochi a tema avventura.
Jeff Gerstmann di GameSpot assegnò un 7.5 su 10 sempre all'edizione per la console Sony e commentò  "Sarebbe stato bello aver visto un po' più varietà negli ambienti, e le istanze di backtracking attraverso le aree che hai già visitato sono deludenti. Ma l'emozionante combattimento a corpo libero compensa queste carenze".
Aaron Boulding di IGN diede 6.8 alla versione PS2, reputando il titolo gradevole e innovativo ma non a sufficienza da poter intrattenere con interesse i giocatori più esperti ed i controlli possono rivelarsi troppo "travolgenti" per quelli occasionali. Parlò dell'integrazione dei vari sistemi di gioco, definendola "ben fatta", trovando allettanti la quantità di combo e di mosse eseguibili ma da migliorare alcuni aspetti come l'assenza di un tempo limite con cui affrontare i singoli livelli che trovò troppo lineari, concludendo che valeva la pena dare almeno un'occhiata ad Alter Echo.